# Csúcshatás (televíziós sorozat)
A Csúcshatás (eredeti cím: Limitless) 2015-ben bemutatott amerikai televíziós sorozat, melyet Leslie Dixon alkotott meg, a 2011-es azonos című film folytatásaként. A történet egy fiatal férfiról szól, aki egy drog hatására a teljes agyi kapacitását ki tudja használni és ezzel az FBI szolgálatába áll. A főbb szerepekben Jake McDorman, Jennifer Carpenter, Hill Harper és Mary Elizabeth Mastrantonio látható. Mellékszerepben feltűnik az eredeti film főhőse és a sorozat egyik producere, Bradley Cooper is.
Az Amerikai Egyesült Államokban a CBS sugározta 2015. szeptember 22. és 2016. április 26. között. Magyarországon az AXN mutatta be 2018. szeptember 16-án, később a Sony Max is műsorra tűzte.
2016. május 25-én jelentették be, hogy a sorozatot az első évad elkészítése után nem folytatják.

## Cselekmény
Brian Finch (McDorman) 28 éves sikertelen zenész. Amikor hozzájut az NZT-48 nevű droghoz, mely pár órára a világ legintelligensebb emberévé változtatja és hozzáférést ad neki összes eddigi emlékéhez, élete teljesen megváltozik. A rejtélyes Eddie Morra szenátor felkínál neki egy ellenszérumot, kiküszöbölve ezzel a drog halálos mellékhatásait, de cserébe együttműködésre kényszeríti Briant. Ezután Brian a drog nyújtotta képességeit az FBI munkatársaként kamatoztatja, Rebecca Harris ügynöknő partnereként. Az FBI nem tud a szérumról és Brian Morrával kötött egyezségéről sem. Brian mindent megtesz, hogy az FBI és titokban Morra elvárásainak is megfeleljen.

## Szereplők

### Főszereplők
| Szerep                          | Színész                     | Magyar hang    |
| ------------------------------- | --------------------------- | -------------- |
| Brian Finch                     | Jake McDorman               | Szatory Dávid  |
| Rebecca Harris FBI-ügynök       | Jennifer Carpenter          | Németh Borbála |
| Spelman Boyle FBI-ügynök        | Hill Harper                 | Dolmány Attila |
| Nasreen "Naz" Pouran FBI-ügynök | Mary Elizabeth Mastrantonio | Vándor Éva     |

### Mellékszereplők
| Szerep                        | Színész            | Magyar hang   |
| ----------------------------- | ------------------ | ------------- |
| Edward "Eddie" Morra szenátor | Bradley Cooper     |               |
| Shauna, Brian exbarátnője     | Analeigh Tipton    |               |
| Dennis Finch, Brian apja      | Ron Rifkin         | Fodor Tamás   |
| Marie Finch, Brian anyja      | Blair Brown        |               |
| Jarrod Sands, Morra embere    | Colin Salmon       | Zöld Csaba    |
| Casey Rooks SWAT ügynök       | Desmond Harrington | Király Attila |

## Epizódok
| Sor. | Év. | Cím                                                             | Rendező             | Író                                                                                          | Premier                                   | Nézettség   |
| ---- | --- | --------------------------------------------------------------- | ------------------- | -------------------------------------------------------------------------------------------- | ----------------------------------------- | ----------- |
| 1.   | 1.  | Csúcshatás (Pilot)                                              | Marc Webb           | Craig Sweeny                                                                                 | 2015. szeptember 22. 2018. szeptember 16. | 9,86 millió |
| 2.   | 2.  | Jelvény és pisztoly (Badge! Gun!)                               | Marc Webb           | Craig Sweeny és Marc Webb                                                                    | 2015. szeptember 29. 2018. szeptember 16. | 9,73 millió |
| 3.   | 3.  | Marco Ramos legendája (The Legend of Marco Ramos)               | Guillermo Navarro   | Matthew Federman és Stephen Scaia                                                            | 2015. október 6. 2018. szeptember 23.     | 9,57 millió |
| 4.   | 4.  | A 44-oldal (Page 44)                                            | Doug Aarniokoski    | Mark Goffman                                                                                 | 2015. október 13. 2018. szeptember 23.    | 8,03 millió |
| 5.   | 5.  | Személyiségváltás (Personality Crisis)                          | Joshua Butler       | Sallie Patrick                                                                               | 2015. október 20. 2018. szeptember 30.    | 7,90 millió |
| 6.   | 6.  | Lehetséges mellékhatások (Side Effects May Include...)          | Doug Aarniokoski    | Jenna Richman                                                                                | 2015. október 27. 2018. szeptember 30.    | 7,45 millió |
| 7.   | 7.  | Brian Finch illegális akcióban (Brian Finch's Black Op)         | Aaron Lipstadt      | Taylor Elmore                                                                                | 2015. november 3. 2018. október 7.        | 7,86 millió |
| 8.   | 8.  | Kalóznak, kalóza kalóza (When Pirates Pirate Pirates)           | Peter Werner        | Kari Drake                                                                                   | 2015. november 10. 2018. október 7.       | 7,09 millió |
| 9.   | 9.  | Főhadiszállás (Headquarters!)                                   | Doug Aarniokoski    | Történet: Frances Brennand Roper Forgatókönyv: Craig Sweeny                                  | 2015. november 17. 2018. október 14.      | 7,52 millió |
| 10.  | 10. | Kar-mageddon (Arm-ageddon)                                      | Leslie Libman       | Dennis Saavedra Saldua                                                                       | 2015. november 24. 2018. október 14.      | 6,53 millió |
| 11.  | 11. | Amikor Brian rajta van a szeren (This is Your Brian on Drugs)   | Steven A. Adelson   | Sallie Patrick                                                                               | 2015. december 15. 2018. október 21.      | 6,70 millió |
| 12.  | 12. | Merénylet Eddie Morra ellen (The Assassination of Eddie Morra)  | Christine Moore     | Matthew Federman és Stephen Scaia                                                            | 2016. január 5. 2018. október 21.         | 7,30 millió |
| 13.  | 13. | Fékezz meg, ha újra ölelnék (Stop Me Before I Hug Again)        | Edward Ornelas      | Jenna Richman                                                                                | 2016. január 19. 2018. október 28.        | 6,33 millió |
| 14.  | 14. | Az aktfestés alapjai (Fundamentals of Naked Portraiture)        | Guy Ferland         | Történet: Dennis Saavedra Saldua és Craig Sween Forgatókönyv: Sallie Patrick és Craig Sweeny | 2016. február 9. 2018. október 28.        | 6,39 millió |
| 15.  | 15. | Titkos ügynök (Undercover)                                      | Peter Werner        | Taylor Elmore                                                                                | 2016. február 16. 2018. november 4.       | 6,01 millió |
| 16.  | 16. | Sands, Morra ügynöke (Sands, Agent of Morra)                    | Rich Lee            | Gregory Weidmann és Geoff Tock                                                               | 2016. február 23. 2018. november 4.       | 5,87 millió |
| 17.  | 17. | Összeütközések (Close Encounters)                               | Maja Vrvilo         | Kari Drake                                                                                   | 2016. március 8. 2018. november 11.       | 5,40 millió |
| 18.  | 18. | Bezgranichnyy-határtalan (Bezgranichnyy)                        | John Behring        | Matthew Federman és Stephen Scaia                                                            | 2016. március 15. 2018. november 11.      | 5,63 millió |
| 19.  | 19. | A kutya reggelije (A Dog's Breakfast)                           | Lexi Alexander      | Jenna Richman                                                                                | 2016. március 22. 2018. november 18.      | 6,64 millió |
| 20.  | 20. | Jó napot! Rebecca Harris vagyok (Hi, My Name Is Rebecca Harris) | Holly Dale          | Mark Goffman                                                                                 | 2016. április 5. 2018. november 18.       | 6,07 millió |
| 21.  | 21. | Finálé 1. rész (Finale: Part One!)                              | Paul Edwards        | Sallie Patrick és Taylor Elmore                                                              | 2016. április 19. 2018. november 25.      | 5,63 millió |
| 22.  | 22. | Finálé 2. rész (Finale: Part Two!)                              | Douglas Aarniokoski | Craig Sweeny és Taylor Elmore                                                                | 2016. április 26. 2018. november 25.      | 5,71 millió |

## Fordítás
- Ez a szócikk részben vagy egészben  a   Limitless (TV series) című angol Wikipédia-szócikk fordításán alapul.  Az eredeti cikk szerkesztőit annak laptörténete sorolja fel. Ez a jelzés csupán a megfogalmazás eredetét és a szerzői jogokat jelzi, nem szolgál a cikkben szereplő információk forrásmegjelöléseként.